# روباه پرنده ریش‌سیاه
روباه پرنده ریش‌سیاه (نام علمی: Pteropus melanopogon) یکی از گونه‌های در معرض خطر انقراض خفاش میوه‌خوار از سردهٔ Pteropus است. بومی اندونزی است که در جزایر آمبون، بورو، سرام، باندا و یامدنا یافت می‌شود. در حال حاضر تک‌نماد در نظر گرفته می‌شود و در گذشته شامل روباه پرنده آرو و روباه پرنده کی به عنوان زیرگونه بود.